# IG Port
IG Port (株式会社IGポート, Kabushiki-gaisha Ai Jī Pōto) é uma holding japonesa que foi criada em 1º de dezembro de 2007 como resultado de uma fusão entre as holdings do estúdio de anime japonês Production I.G e a editora de mangá Mag Garden.

## História
O anúncio da fusão entre Production I.G e Mag Garden foi em 4 de julho de 2007. Especificamente, a empresa original, Production I.G, foi transformada em uma holding um mês antes da fusão. Junto com a mudança de nome, transferiu a maior parte de suas antigas funções e gestão para uma nova subsidiária desenvolvida chamada Production IG. empresas agora detém totalmente o "novo" Production IG, Xebec e Mag Garden como suas subsidiárias.
Em 2014, a IG Port anunciou que estava formando uma nova divisão de animação chamada Signal.MD. Seu objetivo é desenvolver tecnologia para animação digital completa e dispositivos inteligentes. Também construirá as bases para a produção de animação voltada para crianças e famílias (incluindo Pokémon: Destiny Deoxys, Pokémon the Movie: Black—Victini and Reshiram and White—Victini and Zekrom e Pokémon Origins). Espera-se que o membro do conselho do Production IG, Katsuji Morishita, sirva como presidente da SIGNAL.MD. 
Em 20 de novembro de 2018, vendeu a Xebec para a Sunrise após constantes déficits que a subsidiária teve em diferentes anos.